# (9696) Jaffe
(9696) Jaffe (6628 P-L) – planetoida z pasa głównego asteroid okrążająca Słońce w ciągu 3,79 lat w średniej odległości 2,43 j.a. Odkryta 24 września 1960 roku.